# MX vs. ATV Untamed
MX vs. ATV Untamed — внедорожная гоночная игра, разработанная Rainbow Studios, Incinerator Studios, Tantalus Media и изданная THQ для PlayStation 2, PlayStation 3 и PlayStation Portable. Это часть их серии «MX vs. ATV».

## Геймплей
Игра включает в себя несколько режимов: Motocross, Opencross, Supercross, Supermoto, Endurocross и Minibikes. У игрока есть относительно широкий выбор автомобилей, от грузовиков-монстров, до трофейных грузовиков, до квадроциклов и мотоциклов. В некоторых режимах геймплей проходит на двух мотоциклах. Финишная позиция игрока на первом мотоцикле определяет, кто получает право ездить на втором мото. Финишная позиция игрока в каждом мото определяется, сколько очков он получает. Цель состоит в том, чтобы закончить гонку с наибольшим количеством очков. Кроме того, в некоторых режимах игрок может участвовать в короткой тренировочной гонке, которая может помочь игрокам ознакомиться с дорожкой и транспортным средством до «двух мото».

## Оценки критиков
| Сводный рейтинг | Сводный рейтинг | Сводный рейтинг | Сводный рейтинг | Сводный рейтинг | Сводный рейтинг |
| Издание         | Оценка          | Оценка          | Оценка          | Оценка          | Оценка          |
| Издание         | DS              | PS2             | PS3             | PSP             | Xbox 360        |
| --------------- | --------------- | --------------- | --------------- | --------------- | --------------- |
| GameRankings    | 60,06 %         | 56,31 %         | 66,21 %         | 58,20 %         | 71,48 %         |

Игра была встречена со смешанными оценками. GameRankings и Metacritic дали ему 71,48 % и 70 из 100 для версии Xbox 360; 71,33 % и 70 из 100 для версии Wii; 66,21 % и 67 из 100 для версии PlayStation 3; 60,06 % и 61 из 100 для версии DS; 58,20 % и 59 из 100 для версии PSP; и 56,31 % и 53 из 100 для версии PlayStation 2 соответственно.